# Huperzia xiphophylla
Huperzia xiphophylla là một loài thực vật có mạch trong Họ Thạch tùng. Loài này được (Baker) Tardieu mô tả khoa học đầu tiên năm 1970.